# Иваново (Удмуртия)
 Иваново  — деревня в Глазовском районе Удмуртии в составе сельского поселения Гулёковское.

## География
Находится на расстоянии менее 16 км на юг-юго-запад по прямой от центра района города Глазов.

## История
Известна с 1932 года как отруб Ивановский, деревней стала с 1935 года. С 1956 объединена с деревней Хомяково при колхозе «Светлый путь».

## Население
Постоянное население составляло 34 человек (удмурты 97 %) в 2002 году, 19 в 2012.